# Ferdinand Hauptmann
Ferdinand Hauptmann (n. 20 iunie 1913, Reșița – d. 14 august 1989, Timișoara) a fost un cleric romano-catolic din România, aflat la conducerea Diecezei de Timișoara în perioada în care autoritățile comuniste au împiedicat numirea unui episcop diecezan de Timișoara.

## Viața
Ferdinand Hauptmann a urmat între 1923-1931 cursurile Liceului Nikolaus Lenau din Timișoara. Între 1931–1936 a studiat teologia tot la Timișoara. În data de 29 martie 1936 a fost hirotonit preot în Biserica Maria Zăpezii din Reșița. Între anii 1936–1938 a fost vicar parohial la Sânnicolau Mare.
Între 1938–1944 a ținut orele de religie în Parohia Cetate din Timișoara. În 1944 s-a refugiat la Arad, după care s-a întors în Parohia Cetate din Timișoara, în calitate de preot paroh.
În anul 1950 a fost numit de episcopul Augustin Pacha ca ordinarius substitutus, pentru eventualitatea arestării sale. Bătrânul episcop Pacha a fost arestat în data de 18 iulie 1950 în casa parohială din Carașova. Conducerea efectivă a Diecezei de Timișoara a fost preluată de Joseph Pless, arestat la rândul său în 1951.